# The Greatest (Rod Wave)
The Greatest è un singolo del rapper statunitense Rod Wave, pubblicato il 1º aprile 2020 come quinto estratto dal secondo album in studio Pray 4 Love.

## Video musicale
Il video musicale è stato reso disponibile il 1º aprile 2020, in concomitanza con l'uscita del singolo.

## Tracce
Testi e musiche di Aaron Tago, Hagan Lange, Kyre Trask e Rodarius Green.
1. The Greatest – 2:48

## Classifiche
| Classifica (2020) | Posizione massima |
| ----------------- | ----------------- |
| Stati Uniti       | 78                |